# Biathlon-Weltmeisterschaften 1990
Die 25. Biathlon-Weltmeisterschaften fanden 1990 an drei Orten statt.
Austragungsort für die Weltmeisterschaften sollte eigentlich das sowjetische Minsk sein, dort herrschten allerdings sehr schlechte Schneebedingungen und es konnten nur die beiden Einzelwettkämpfe ausgetragen werden. Die Weltmeisterschaften sollten dann beim Biathlon-Weltcup im norwegischen Oslo vollendet werden, die Sprint- und Mannschaftsbewerbe sowie die Staffel der Frauen konnten auch durchgeführt werden. Die Staffel der Männer musste aufgrund von starkem Nebel jedoch während des Rennens abgebrochen werden und wurde erst später im finnischen Kontiolahti ausgetragen.
Wie schon im Vorjahr standen acht Wettbewerbe auf dem Programm, je vier für Frauen und Männer.

## Männer

### Sprint 10 km
| Platz | Sportler          | Zeit [min] | Rückstand [s] | Schießfehler |
| ----- | ----------------- | ---------- | ------------- | ------------ |
| 01    | Mark Kirchner     | 25:48,9    |               | 0 (0+0)      |
| 0 2   | Eirik Kvalfoss    | 25:59,8    | +10,9         | 2 (1+1)      |
| 03    | Sergei Tschepikow | 26:20,9    | +32,0         | 2 (1+1)      |
| 04    | Hervé Flandin     | 26:36,3    | +47,4         | 0 (0+0)      |
| 05    | Frank Luck        | 26:37,1    | +48,2         | 1 (1+0)      |
| 06    | Steffen Hoos      | 26:39,0    | +50,1         | 0 (0+0)      |
| 07    | Andreas Zingerle  | 26:41,5    | +52,6         | 1 (0+1)      |
| 08    | Waleri Medwedzew  | 26:43,1    | +54,0         | 0 (0+0)      |
| 09    | Waleri Noskow     | 26:43,9    | +55,0         | 0 (0+0)      |
| 10    | Johann Passler    | 26:48,8    | +59,9         | 2 (1+1)      |
| …     |                   |            |               |              |

Datum: 10. März 1990

### Einzel 20 km
| Platz | Sportler              | Zeit [h]  | Schießfehler |
| ----- | --------------------- | --------- | ------------ |
| 01    | Waleri Medwedzew      | 1:06:39,7 | 0 (0+0+0+0)  |
| 02    | Sergei Tschepikow     | 1:07:03,0 | 0 (0+0+0+0)  |
| 03    | Anatoli Schdanowitsch | 1:08:39,2 | 0 (0+0+0+0)  |
| 04    | Juri Kaschkarow       | 1:09:02,8 | 1 (0+0+0+1)  |
| 05    | Andreas Zingerle      | 1:09:12,9 | 1 (0+0+0+1)  |
| 06    | Frank Luck            | 1:09:35,8 | 2 (0+0+1+1)  |
| 07    | Gisle Fenne           | 1:09:55,1 | 3 (0+1+2+0)  |
| 08    | Hervé Flandin         | 1:10:28,8 | 1 (0+0+0+1)  |
| 09    | Ivan Masařík          | 1:10:37,5 | 2 (0+1+0+1)  |
| 10    | Eirik Kvalfoss        | 1:10:48,3 | 3 (2+1+0+0)  |
|       |                       |           |              |
| 13    | Mark Kirchner         | 1:11:28,8 | 3 (0+1+1+1)  |
|       |                       |           |              |
| 16    | Wilfried Pallhuber    | 1:11:52,4 | 4 (1+0+0+3)  |
|       |                       |           |              |
| 19    | Egon Leitner          | 1:12:37,7 | 2 (0+1+0+1)  |
|       |                       |           |              |
| 25    | Fritz Fischer         | 1:13:47,3 | 4 (0+3+0+1)  |
|       |                       |           |              |
| 27    | Alfred Eder           | 1:14:11,5 | 4 (0+2+0+2)  |
| 28    | André Sehmisch        | 1:14:24,2 | 3 (1+1+1+0)  |
|       |                       |           |              |
| 32    | Birk Anders           | 1:14:52,7 | 5 (0+1+0+4)  |
| 33    | Ernst Reiter          | 1:15:03,8 | 1 (0+1+0+0)  |
| 34    | Hubert Leitgeb        | 1:15:05,8 | 2 (1+1+0+0)  |
|       |                       |           |              |
| 46    | Tobias Lindner        | 1:16:39,4 | 3 (0+3+0+0)  |
|       |                       |           |              |
| 53    | Alois Reiter          | 1:19:04,7 | 2 (0+2+0+0)  |
|       |                       |           |              |
| 64    | Hanspeter Knobel      | 1:21:55,0 | 6 (2+1+1+2)  |
|       |                       |           |              |
| DNS   | Walter Hörl           |           |              |
| DNS   | Bruno Hofstätter      |           |              |

Datum: 20. Februar 1990

### Staffel 4 × 7,5 km
| Platz | Land/Sportler                                                                                  | Zeit [h]  | Schießfehler        |
| ----- | ---------------------------------------------------------------------------------------------- | --------- | ------------------- |
| 1     | Italien 0000Pieralberto Carrara 0000Wilfried Pallhuber 0000Johann Passler 0000Andreas Zingerle | 1:30:54,7 | 1+0 0+0             |
| 2     | Frankreich 0000Christian Dumont 0000Xavier Blond 0000Hervé Flandin 0000Thierry Gerbier         | 1:33:08,8 | 0+0                 |
| 3     | DDR 0000Frank Luck 0000André Sehmisch 0000Mark Kirchner 0000Birk Anders                        | 1:34:02,2 | 0+0                 |
| 4     | Norwegen 0000Geir Einang 0000Gisle Fenne 0000Frode Løberg 0000Eirik Kvalfoss                   | 1:34:05,8 | 0+0                 |
| 5     | Sowjetunion 0000Waleri Noskow 0000Juri Kaschkarow 0000Waleri Medwedzew 0000Sergei Tschepikow   | 1:34:13,3 | 0+1 0+0 0+1 0+0     |
| 6     | Finnland 0000Vesa Hietalahti 0000Harri Eloranta 0000Antero Lähde 0000Timo Seppälä              | 1:36:49,2 | 0+0                 |
| 7     | Österreich 0000Egon Leitner 0000Franz Schuler 0000Bruno Hofstätter 0000Alfred Eder             | 1:37:26,4 | 2+0 0+0 2+0 0+0     |
| 8     | Jugoslawien 0000Boštjan Lekan 0000Aleksander Grajf 0000Roman Klinc 0000Jure Velepec            | 1:39:58,0 | 0+2 0+1 0+0 0+1 0+0 |

Datum: 18. März 1990

### Mannschaft
| Platz | Land/Sportler                                                                                        | Zeit [h]  | Schießfehler |
| ----- | --- | --------- | ------------ |
| 01    | DDR 0000Raik Dittrich 0000Mark Kirchner 0000Birk Anders 0000Frank Luck                               | 1:04:24,1 | 3 1 0 1      |
| 02    | Tschechoslowakei 0000Tomáš Kos 0000Ivan Masařík 0000Jiří Holubec 0000Jan Matouš                      | 1:04:36,5 | 1 0 1 0      |
| 03    | Frankreich 0000Christian Dumont 0000Stéphane Bouthiaux 0000Hervé Flandin 0000Thierry Gerbier         | 1:05:14,2 | 3 1 2 0 10   |
| 04    | Sowjetunion 0000Juri Kaschkarow 0000Sergei Tschepikow 0000Anatoli Schdanowitsch 0000Waleri Medwedzew | 1:06:02,0 | 5 2 0 1      |
| 05    | Österreich 0000Franz Schuler 0000Egon Leitner 0000Bruno Hofstätter 0000Alfred Eder                   | 1:06:19,9 | 4 1 3 0      |
| 06    | Norwegen 0000Geir Einang 0000Frode Løberg 0000Sverre Istad 0000Gisle Fenne                           | 1:07:21,9 | 6 2 1 3 0    |
| 07    | Polen 0000Jan Wojtas 0000Jozef Dabrowski 0000Dariusz Kozłowski 0000Krzysztof Sosna                   | 1:08:11,3 | 4 2 0 2      |
| 08    | Schweden 0000Anders Mannelqvist 0000Ulf Johansson 0000Lars Wiklund 0000Mikael Löfgren                | 1:08:50,4 | 6 1 0 4 1    |
| 09    | Italien 0000Andreas Zingerle 0000Hubert Leitgeb 0000Johann Passler 0000Gottlieb Taschler             | 1:09:00,9 | 7 1 2        |
| 10    | Jugoslawien 0000Aleksander Grajf 0000Boštjan Lekan 0000Roman Klinc 0000Jure Velepec                  | 1:09:19,4 | 4 2 0 2      |
|       | |           |              |
| 14    | BR Deutschland 0000Alois Reiter 0000Tobias Lindner 0000Stefan Höck 0000Jörg Hausberger               | 1:13:06,7 | 7 3 2 0 2    |

Datum: 8. März 1990

## Frauen

### Sprint 7,5 km
| Platz | Sportlerin        | Zeit/Rückstand | Schießfehler |
| ----- | ----------------- | -------------- | ------------ |
| 01    | Anne Elvebakk     | 027:12,8 min   | 1 (0+1)      |
| 02    | Swetlana Dawydowa | 00+3,3 s00     | 2 (1+1)      |
| 03    | Elin Kristiansen  | 0+32,1 s00     | 1 (1+0)      |
| 04    | Zwetana Krastewa  | 0+45,8 s00     | 4 (1+3)      |
| 05    | Jelena Golowina   | 0+59,9 s00     | 2 (1+1)      |
| 06    | Pirjo Mattila     | +1:02,7 min    | 1 (1+0)      |
| 07    | Jiřina Adamičková | +1:09,9 min    | 3 (2+1)      |
| 08    | Anna Sonnerup     | +1:20,6 min    | 3 (1+2)      |
| 09    | Véronique Claudel | +1:24,4 min    | 0 (0+0)      |
| 10    | Marija Manolowa   | +1:39,3 min    | 4 (0+4)      |
| …     |                   |                |              |

Datum: 10. März 1990

### Einzel 15 km
| Platz | Sportlerin        | Zeit/Rückstand [min] | Schießfehler |
| ----- | ----------------- | -------------------- | ------------ |
| 01    | Swetlana Dawydowa | 051:53,4             | 2 (0+1+0+1)  |
| 02    | Jelena Golowina   | +1:54,8              | 3 (1+2+0+0)  |
| 03    | Petra Schaaf      | +2:01,2              | 1 (0+1+0+0)  |
| 04    | Inger Björkbom    | +2:22,0              | 2 (0+1+0+1)  |
| 05    | Elin Kristiansen  | +2:29,8              | 2 (1+1+0+0)  |
| 06    | Synnøve Thoresen  | +2:35,5              | 4 (0+1+1+2)  |
| 07    | Jelena Bazewitsch | +2:47,4              | 3 (0+1+1+1)  |
| 08    | Myriam Bédard     | +2:50,4              | 3 (0+2+1+0)  |
| 09    | Anne Elvebakk     | +3:22,2              | 4 (1+1+0+2)  |
| 10    | Zwetana Krastewa  | +3:37,8              | 7 (2+2+1+2)  |
| …     |                   |                      |              |

Datum: 20. Februar 1990

### Staffel 3 × 5 km
| Platz | Land/Sportlerin                                                             | Zeit [h]  | Schießfehler    |
| ----- | --------------------------------------------------------------------------- | --------- | --------------- |
| 1     | Sowjetunion 0000Jelena Bazewitsch 0000Jelena Golowina 0000Swetlana Dawydowa | 1:33:14,1 | 0+0             |
| 2     | Norwegen 0000Grete Ingeborg Nykkelmo 0000Anne Elvebakk 0000Elin Kristiansen | 1:34:28,0 | 1+1 0+0         |
| 3     | Finnland 0000Tuija Vuoksiala 0000Seija Hyytiäinen 0000Pirjo Mattila         | 1:35:12,9 | 2+0 0+0         |
| 4     | Bulgarien 0000Zwetana Krastewa 0000Marija Manolowa 0000Nadeschda Alexiewa   | 1:38:06,4 | 3+1 0+0         |
| 5     | Schweden 0000Mia Stadig 0000Anna Hermansson 0000Inger Björkbom              | 1:38:57,4 | 3+0 0+0 3+0     |
| 6     | USA 0000Patrice Anderson 0000Joan Smith 0000Anna Sonnerup                   | 1:38:19,1 | 1+0 0+0         |
| 7     | Tschechoslowakei 0000Jana Kulhavá 0000Petra Nosková 0000Jirina Adamičková   | 1:39:58,1 | 0+3 0+1 0+0 0+2 |
| 8     | BR Deutschland 0000Inga Kesper 0000Irene Schroll 0000Petra Schaaf           | 1:40:05,8 | 0+2 0+1 0+0     |

Datum: 11. März 1990

### Mannschaft
| Platz | Land/Sportlerin                                                                                     | Zeit          | Schießfehler |
| ----- | --------------------------------------------------------------------------------------------------- | ------------- | ------------ |
| 1     | Sowjetunion 0000Jelena Bazewitsch 0000Jelena Golowina 0000Swetlana Paramygina 0000Swetlana Dawydowa | 0056:30,3 min | 2 1 0        |
| 2     | BR Deutschland 0000Irene Schroll 0000Daniela Hörburger 0000Inga Kesper 0000Petra Schaaf             | 1:01:18,3 h00 | 6 1 2        |
| 3     | Bulgarien 0000Nadeschda Alexiewa 0000Iwa Schkodrewa 0000Marija Manolowa 0000Zwetana Krastewa        | 1:02:09,4 h00 | 9 1 4 3      |
| 4     | USA 0000Nancy Bell 0000Anna Sonnerup 0000Patrice Anderson 0000Joan Smith                            | 1:02:38,6 h00 | 6 1 3 1      |
| 5     | Tschechoslowakei 0000Pavlína Brožová 0000Petra Nosková 0000Jana Kulhavá 0000Jirina Adamičková       | 1:02:39,7 h00 | 5 0 2 1 2    |
| 6     | Norwegen 0000Grete Ingeborg Nykkelmo 0000Hildegunn Fossen 0000Synnøve Thoresen 0000Helga Fenne      | 1:04:42,3 h00 | 110 2 4 2 3  |
| 7     | Finnland 0000Tuija Vuoksiala 0000Pirjo Mattila 0000Päivi Kallio 0000Seija Hyytiäinen                | 1:05:11,1 h00 | 8 0 2 4      |
| 8     | Schweden 0000Annika Olsen 0000Anna Hermansson 0000Annelie Engström 0000Mia Stadig                   | 1:05:49,6 h00 | 8 1 3 2      |

Datum: 8. März 1990

## Medaillenspiegel
| Platz | Nation           | Gold | Silber | Bronze | Gesamt |
| ----- | ---------------- | ---- | ------ | ------ | ------ |
| 1     | Sowjetunion      | 4    | 3      | 2      | 9      |
| 2     | DDR              | 2    | 0      | 1      | 3      |
| 3     | Norwegen         | 1    | 2      | 1      | 4      |
| 4     | Italien          | 1    | 0      | 0      | 1      |
| 5     | BR Deutschland   | 0    | 1      | 1      | 2      |
| 5     | Frankreich       | 0    | 1      | 1      | 2      |
| 7     | Tschechoslowakei | 0    | 1      | 0      | 1      |
| 8     | Bulgarien        | 0    | 0      | 1      | 1      |
| 8     | Finnland         | 0    | 0      | 1      | 1      |

| Platz | Athlet                | Gold | Silber | Bronze | Gesamt |
| ----- | --------------------- | ---- | ------ | ------ | ------ |
| 01    | Mark Kirchner         | 2    | 0      | 1      | 3      |
| 02    | Birk Anders           | 1    | 0      | 1      | 2      |
| 02    | Frank Luck            | 1    | 0      | 1      | 2      |
| 04    | Waleri Medwedzew      | 1    | 0      | 0      | 1      |
| 04    | Raik Dittrich         | 1    | 0      | 0      | 1      |
| 04    | Pieralberto Carrara   | 1    | 0      | 0      | 1      |
| 04    | Wilfried Pallhuber    | 1    | 0      | 0      | 1      |
| 04    | Johann Passler        | 1    | 0      | 0      | 1      |
| 04    | Andreas Zingerle      | 1    | 0      | 0      | 1      |
| 010   | Sergei Tschepikow     | 0    | 1      | 1      | 2      |
| 010   | Thierry Gerbier       | 0    | 1      | 1      | 2      |
| 010   | Christian Dumont      | 0    | 1      | 1      | 2      |
| 010   | Hervé Flandin         | 0    | 1      | 1      | 2      |
| 014   | Eirik Kvalfoss        | 0    | 1      | 0      | 1      |
| 014   | Xavier Blond          | 0    | 1      | 0      | 1      |
| 014   | Tomáš Kos             | 0    | 1      | 0      | 1      |
| 014   | Ivan Masařík          | 0    | 1      | 0      | 1      |
| 014   | Jiří Holubec          | 0    | 1      | 0      | 1      |
| 014   | Jan Matouš            | 0    | 1      | 0      | 1      |
| 020   | Anatoli Schdanowitsch | 0    | 0      | 1      | 1      |
| 020   | André Sehmisch        | 0    | 0      | 1      | 1      |
| 020   | Stéphane Bouthiaux    | 0    | 0      | 1      | 1      |

| Platz | Athletin                | Gold | Silber | Bronze | Gesamt |
| ----- | ----------------------- | ---- | ------ | ------ | ------ |
| 01    | Swetlana Dawydowa       | 3    | 1      | 0      | 4      |
| 02    | Jelena Golowina         | 2    | 1      | 0      | 3      |
| 03    | Jelena Bazewitsch       | 2    | 0      | 0      | 2      |
| 04    | Anne Elvebakk           | 1    | 1      | 0      | 2      |
| 05    | Swetlana Paramygina     | 1    | 0      | 0      | 1      |
| 06    | Petra Schaaf            | 0    | 1      | 1      | 2      |
| 06    | Elin Kristiansen        | 0    | 1      | 1      | 2      |
| 08    | Irene Schroll           | 0    | 1      | 0      | 1      |
| 08    | Daniela Hörburger       | 0    | 1      | 0      | 1      |
| 08    | Inga Schneider          | 0    | 1      | 0      | 1      |
| 08    | Grete Ingeborg Nykkelmo | 0    | 1      | 0      | 1      |
| 012   | Nadeschda Alexiewa      | 0    | 0      | 1      | 1      |
| 012   | Iwa Schkodrewa          | 0    | 0      | 1      | 1      |
| 012   | Marija Manolowa         | 0    | 0      | 1      | 1      |
| 012   | Zwetana Krastewa        | 0    | 0      | 1      | 1      |
| 012   | Tuija Vuoksiala         | 0    | 0      | 1      | 1      |
| 012   | Seija Hyytiäinen        | 0    | 0      | 1      | 1      |
| 012   | Pirjo Mattila           | 0    | 0      | 1      | 1      |